# Tamara Falcó
Tamara Isabel Falcó Preysler, född 20 november 1981 i Madrid, VI Markissina av  Griñón, är en spansk  aristokrat, modedesigner och TV-personlighet. Hon är dotter till Isabel Preysler och Carlos Falcó.
Sedan september 2020 ingår hon som en av deltagarna i en diskussionspanel om aktuella ämnen i El Hormiguero, tillsammans med Pablo Motos, Juan del Val, Cristina Pardo och Nuria Roca. Hon deltog i januari 2021 som medlem i tävlingsjuryn i talangjakten El desafío.
Den 8 juli 2023 gifte hon sig med Íñigo Onieva Molas i El Rincón i Aldea del Fresno.